# Vincent jede k moři
Vincent jede k moři (v originále Vincent will Meer) je německý film režiséra Ralfa Huettnera z roku 2010. Původní scénář napsal Florian David Fitz, který také hraje hlavní mužskou roli.

## Děj
Vincent trpí Tourettovým syndromem. Po smrti matky je otcem přivezen do zdravotního zařízení, kde se setkává s anorektičkou Marií. Na pokoji bydlí s Alexandrem. Přeje si vyplnit poslední matčino přání – vysypat její popel do italského moře. Trojice ujíždí autem doktorky Rose. Vincentův otec je spolu s lékařkou stíhá. Nejprve chce syna přimět k návratu do léčebny, ale pod vlivem času stráveného s lékařkou názor upravuje.
Mezi Vincentem a Alexem vyvěrá konflikt i kvůli Marii, do níž se 27letý muž s Tourettovým syndrom zamiloval. Alex navíc zůstává chladným ke společnému cíli - cestě k moři. Když k břehům Jadranu konečně dorazí, Marie kolabuje na srdeční selhání způsobené anorexií a ocitá se v nemocnici.
Zbylá čtveřice se vrací do Německa. Stále ještě na italském území však Vincent vystupuje z otcova vozu a rozjíždí se za svou láskou do Terstu. Alex se k němu přidává.

## Hrají
| Florian David Fitz           | Vincent        |
| Karoline Herfurthová         | Marie          |
| Johannes Allmayer            | Alexander      |
| Heino Ferch                  | Vincents Vater |
| Katharina Müllerová-Elmauová | doktroka Rose  |

## Soundtrack
| č.  | Název písně                   | Interpret       |
| --- | ----------------------------- | --------------- |
| 1.  | „Hey, Soul Sister“            | Train           |
| 2.  | „Dancing In The Streetlights“ | Clooney         |
| 3.  | „Citylights“                  | Dania König     |
| 4.  | „If This Is It“               | Newton Faulkner |
| 5.  | „Point Of View“               | Cargo City      |
| 6.  | „Breakeven“                   | The Script      |
| 7.  | „Spinner“                     | Revolverheld    |
| 8.  | „Walk On My Own“              | Cargo City      |
| 9.  | „Autopilot“                   | Amanda Jenssen  |
| 10. | „Keinen Zentimeter“           | Clueso          |
| 11. | „Belly Up“                    | Maria Mena      |
| 12. | „Hiding Under Blankets“       | Cargo City      |
| 13. | „Rette Mich Später“           | 2raumwohnung    |
| 14. | „Mouthful Of Wasps“           | Kashmir         |
| 15. | „Back Up“                     | Cargo City      |

## Ocenění
- Cena Bambi 2010 v kategorii národní herec pro Floriana Davida Fitze
- Bayerischer Filmpreis 2010 v kategoriích cena diváků a nejlepší scénář
- Deutscher Filmpreis 2011 v kategoriích nejlepší film a nejlepší mužský herecký výkon (Florian David Fitz)
  - nominace: Nejlepší herec ve vedlejší roli – Heino Ferch
  - nejlepší herečka ve vedlejší roli – Katharina Müllerová-Elmauová
  - nejlepší scénář
- Jupiter Award 2011 v kategorii nejlepší německý film

## Remake
Ve Spojených státech byl v roce 2013 natočen remake s názvem OUTsideři (v anglickém originále The Road Within). Ve filmu si hlavní roli zahráli Robert Sheehan, Zoë Kravitzová a Dev Patel s premiérou v roce 2014.